# Dziady część IV
Dziady część IV – utwór dramatyczny Adama Mickiewicza, należący do cyklu dramatów Dziady. Utwór powstawał w latach 1820–1821 w Kownie. Opublikowany został w roku 1823 w drugim tomie wraz z dramatem Dziady część II.
Utwór wraz z częścią II jest nazywany Dziadami wileńsko-kowieńskimi.

## Treść
Jest to dramat o tematyce miłosnej, w którym głównym bohaterem jest nieszczęśliwy kochanek – Gustaw. Akcja utworu toczy się w dzień zaduszny między godziną dziewiątą wieczorem a północą, natomiast miejscem akcji jest dom greckokatolickiego księdza.
Do domu greckokatolickiego księdza i jego dzieci przychodzi Pustelnik, jego dawny uczeń Gustaw, którego ksiądz w pierwszej chwili nie rozpoznaje. Opowiada on księdzu historię swojego życia i miłości, a przełomowe momenty tej historii odmierzane są biciem zegara:
- Godzina pierwsza – godzina miłości – Pustelnik mówi o romantycznej miłości, jej boskim pochodzeniu i skutkach. Mówi też o związanej z miłością śmierci.
- Druga godzina – godzina rozpaczy – Pustelnik, czyli rozpoznany już przez księdza Gustaw wspomina swoje zmarnowane przez nieszczęśliwą miłość życie. Skarży się na istniejące stosunki społeczne utrudniające połączenie się kochanków węzłem małżeńskim. W końcu przebija się sztyletem, ale nie pada.
- Trzecia godzina – godzina przestrogi – Ksiądz orientuje się, że Gustaw jest upiorem. Ten prosi księdza o przywrócenie obrzędu dziadów, przynoszącego ulgę czyśćcowym duszom[1].

## Osobowość bohaterów dramatu
Mickiewicz w IV części Dziadów stworzył typowy wizerunek bohatera romantycznego. Gustaw ma za sobą nieszczęśliwą miłość i spowodowany nią obłęd. Cechuje go niechęć do świata i bunt przeciw ogólnie przyjętym normom moralnym. Osobowość Gustawa została ukształtowana poprzez lekturę Nowej Heloizy Rousseau oraz Cierpień młodego Wertera Goethego. Utwory te uczyniły z niego indywidualistę, a nawet pchnęły go do samobójstwa. Kochanka głównego bohatera, jest określana jako nadludzka dziewica, została bowiem uwznioślona i uświęcona. Jest dla niego przeznaczeniem i darem niemalże nadprzyrodzonym. Jednak od momentu poślubienia jej przez osobę bogatą i utytułowaną, dla Gustawa rozpoczyna się godzina rozpaczy, przepełniona egzaltacją, miłosnym cierpieniem, udręką zazdrości. Cierpienie to zostało wyrażone językiem, jak na owe czasy bardzo nowoczesnym. Ta część jest uważana przez badaczy m.in. za studium psychologiczne.
Ksiądz, słuchacz historii Gustawa, jest przez niego postrzegany za uosobienie racjonalizmu, zdrowego rozsądku i konformizmu; potrafi posługiwać się tylko maksymami, powiedzeniami o charakterze popularnych porzekadeł, np. Pan Bóg daje, Pan Bóg bierze!, po smutkach wesele. Z kolei nieszczęśliwy kochanek reprezentuje romantyczny spirytualizm.